# Luiz Fernando Carvalho
Luiz Fernando Carvalho (Rio de Janeiro, 28 de julho de 1960) é um cineasta e diretor de televisão brasileiro, conhecido por trabalhos com forte relação com a literatura e que representam uma renovação para a estética do audiovisual brasileiro. O diretor já levou para as telas obras de Ariano Suassuna, Raduan Nassar, Machado de Assis, Eça de Queiroz, Roland Barthes, Clarice Lispector, Milton Hatoum, José Lins do Rego, Graciliano Ramos, entre outros.
Alguns críticos aproximam as realizações de Luiz Fernando Carvalho ao movimento do Cinema Novo brasileiro e a diretores ícones da história do cinema: Luchino Visconti e Andrei Tarkovski. A experimentação visual e de linguagem é uma das características de sua obra, bem como a investigação da multiplicidade da identidade cultural do Brasil. Constituem elementos da poética do diretor: o estilo barroco de sobreposições e cruzamentos entre gêneros narrativos, a relação com a instância do Tempo, os símbolos arquetípicos da Terra e a reflexão sobre a linguagem do melodrama social e familiar.
Os trabalhos com assinatura do cineasta foram sucesso tanto de crítica quanto de público. Dirigiu o filme Lavoura Arcaica (2001), baseado no romance homônimo de Raduan Nassar, apontado pelo crítico Jean-Philippe Tessé, na revista francesa Cahiers du Cinéma, como "uma promessa fundadora de renovação, de uma palpitação inédita no cinema brasileiro desde Glauber Rocha" e ganhou mais de 50 prêmios nacionais e internacionais. As novelas Renascer (1993) e O Rei do Gado (1996), de autoria de Benedito Ruy Barbosa e com direção de Luiz Fernando Carvalho, são reconhecidas como marcos para a teledramaturgia brasileira e figuram entre as maiores audiências da década de 1990.
Na televisão, as obras do diretor se contrastam: do pop do design dos anos 1960 na série Correio Feminino (2013) ao rigor clássico da minissérie Os Maias (2001), das referências urbanas da periferia na minissérie Suburbia (2012) ao lúdico da novela Meu Pedacinho de Chão (2014), da pesquisa estética do Sertão na novela Velho Chico (2016) ao conto de fadas brasileiro da minissérie Hoje é Dia de Maria (2005) e ao universo realista da tragédia familiar Dois Irmãos (2017).
O processo de realização do diretor é notório por identificar novos talentos em todo o país e formar atores, revelando nomes que se tornaram astros da dramaturgia, como Leticia Sabatella, Eliane Giardini, Bruna Linzmeyer, Johnny Massaro, Irandhir Santos, Simone Spoladore, Caco Ciocler, Marcello Antony, Marco Ricca, Isabel Fillardis, Giselle Itié, Emilio Orciollo Netto, Sheron Menezes, Jackson Antunes, Maria Luisa Mendonça, Eduardo Moscovis, Jackson Costa, Leonardo Vieira, Cacá Carvalho, Luciana Braga, Julia Dalavia, Renato Góes, Cyria Coentro, Marina Nery, Júlio Machado, Bárbara Reis, Lee Taylor, Zezita de Matos, Mariene de Castro e Lucy Alves, entre outros. O trabalho de preparação de atores do diretor resultou num método que foi registrado no livro “O processo de criação dos atores de Dois Irmãos”, do fotógrafo Leandro Pagliaro.

## Início da Carreira: década de 1980
Luiz Fernando Carvalho estudou arquitetura e letras. Aos 18 anos estreou no cinema em diversas funções: operador de som, assistente de direção, roteirista, montador e diretor de curta-metragem. No início da década de 1980 fez seus primeiros trabalhos para TV, como assistente de direção de minisséries marcantes, como O Tempo e o Vento, da obra de Érico Veríssimo, dirigido por Paulo José, e Grande Sertão: Veredas, da obra de João Guimarães Rosa, onde, ainda como assistente de direção de Walter Avancini, começou a dirigir suas primeiras cenas.

### A Espera
Escreveu e dirigiu o curta-metragem A Espera, baseado no livro Fragmentos de um Discurso Amoroso de Roland Barthes. Lançado em 1986, o filme recebeu os seguintes prêmios: Melhor Curta-Metragem, Melhor Atriz (Marieta Severo) e Melhor Fotografia (Walter Carvalho) no 13º Festival de Gramado; Melhor Curta-Metragem (Concha de Oro) no Festival Internacional de Cinema de San Sebastián (Espanha); e o Prêmio Especial do Júri do Festival de Ste Therèse (Canadá).

"Há uma promessa concreta de renovação, de uma palpitação inédita no cinema brasileiro desde Glauber Rocha. (...) No calor do momento, nada resta além de fragmentos arrancados de um magma visual. Mas logo o caos se organiza, o filme se dá em toda a sua riqueza como um poema bárbaro à beira da alucinação, de uma potência extraordinária. (...) Nunca, entretanto, seu retorno aos mitos fundadores encobre ou acelera a predominância de sensações. Se o filme possui uma tal força encantadora, é porque Luiz Fernando Carvalho sabe que tudo começa lá, nesta primeira maneira de nascer no mundo, de se deixar arrebatar por ele, de degustar cada momento inesperado".

— Jean-Philippe Tessé em sua crítica sobre Lavoura Arcaica no Cahiers du Cinéma

## Anos 1980

### Tieta
No fim da década de 1980, dirigiu a novela Tieta, de Aguinaldo Silva, baseada na obra de Tieta do Agreste, de Jorge Amado. Protagonizada por Betty Faria no papel-título, além de um elenco recheado de estrelas como Joana Fomm, Cássio Gabus Mendes, Arlete Salles, José Mayer, Lídia Brondi, Yoná Magalhães, Reginaldo Faria entre outros. A abertura da novela misturava elementos da natureza com a beleza feminina, representada pela modelo Isadora Ribeiro. Hans Donner e sua equipe fotografaram o litoral de Mangue Seco, no norte da Bahia. As fotos foram projetadas no fundo da cena e Isadora aparecia em primeiro plano, nua e coberta pela sombra. Através de recursos de computação gráfica, vários elementos da natureza, como pedras, árvores e folhas, davam forma ao corpo da modelo.
No início da abertura, aparecia o logotipo escrito na areia, que era o nome da protagonista, Tieta. O processo foi gravado em estúdio, num tanque iluminado artificialmente, para simular a claridade da luz do sol. Isadora contou que ficou andando nua no estúdio por cerca de trinta minutos antes de começar a gravar, para perder a inibição. A novela detém a 2a maior audiência da história da Globo com 64 pontos, apenas atrás de Roque Santeiro, e detém a maior média da história das telenovelas.

## Anos 1990

### Riacho Doce
No começo da década de 1990, Luiz Fernando Carvalho dirigiu a minissérie de 40 capítulos escrita por Aguinaldo Silva a partir da obra de José Lins do Rego. Estrelada por Vera Fischer, Osmar Prado, Sebastião Vasconcelos, Carlos Alberto Riccelli e Fernanda Montenegro, com figurino de Beth Filipecki. A então inóspita ilha de Fernando de Noronha (PE) serviu de cenário para a história que se passa em uma pequena vila de pescadores no Nordeste.

### Os Homens Querem Paz
O texto do pioneiro da TV brasileira Péricles Leal ganhou em 1991 uma adaptação dirigida por Luiz Fernando Carvalho, com figurino de Beth Filipecki. O telefilme, protagonizado por Paulo Betti, foi filmado na cidade de Canindé, Ceará, e foi finalista do 34º New York Television Festival (Tv & Film Awards). Marcou a estreia da atriz Leticia Sabatella na televisão. O crítico Rodrigo Fonseca declarou que a primeira lembrança que tem de Letícia Sabatella na TV foi também quando soube da existência do "gênio da direção que é o Luiz Fernando".

### Pedra Sobre Pedra
Em 1992, dirigiu a telenovela escrita por Aguinaldo Silva e considerada a 6ª de maior audiência da história da televisão brasileira. Destacaram-se no elenco: Lima Duarte, Renata Sorrah, Armando Bógus, Eva Wilma, Paulo Betti, Andrea Beltrão, Pedro Paulo Rangel e Eduardo Moscovis. Alguns personagens são marcos da teledramaturgia: Sergio Cabeleira (Osmar Prado) e o retratista Jorge Tadeu (Fábio Júnior).

### O Auto de Nossa Senhora da Luz
No decorrer de Pedra sobre Pedra, Luiz Fernando Carvalho concebeu uma sequência importante com inspiração no Movimento Armorial de Ariano Suassuna. O enorme sucesso da sequência, confirmado pelo número recorde de pedidos de reprise feitos por telespectadores à emissora, foi determinante para transformar o material em um telefilme, com cenas adicionais escritas por Braulio Tavares e interpretadas pelo músico e ator Antônio Nóbrega. Concorreu ao Prêmio Emmy Internacional de Televisão em 1993.

### Renascer
A novela de 1993, escrita por Benedito Ruy Barbosa com direção de Luiz Fernando Carvalho, foi sucesso de crítica e público. Estrelada por Antonio Fagundes, Renascer foi a novela mais assistida da década de 1990 e é a 4ª em audiência da história da televisão, tendo sido apresentada em diversos países. Segundo o livro “Telenovela e representação social”, a direção de Luiz Fernando Carvalho é considerada um dos marcos renovadores da estética do gênero nos anos 1990. O personagem Tião Galinha, interpretado por Osmar Prado, é um marco na carreira do ator. A personagem Buba, interpretada por Maria Luisa Mendonça, causou polêmica nacional, sendo a primeira vez que a discussão de gênero foi abordada numa telenovela. Recebeu o Prêmio APCA de Melhor Novela, Melhor Ator (Antonio Fagundes), melhor Ator Coadjuvante (Osmar Prado), Melhor Atriz Coadjuvante (Regina Dourado), Revelação Masculina (Jackson Antunes). Leonardo Vieira, Jackson Antunes, Cacá Carvalho, Marco Ricca, Isabel Fillardis e Maria Luisa Mendonça foram alguns dos talentos revelados nesta obra. O empresário da televisão José Bonifácio de Oliveira, o Boni, considerou a trama "bem estruturada pelo Benedito, com uma primeira fase primorosa e dirigida com maestria pelo Luiz Fernando Carvalho". Segundo Marilia Martins, raras novelas apresentaram no seu primeiro capítulo um trabalho de direção tão apurado e tão requintado quanto Renascer.

### Uma Mulher Vestida de Sol
Em 1994, o telefilme dirigido por Luiz Fernando Carvalho marcou a estreia da obra de Ariano Suassuna na televisão. Baseado em romance homônimo inédito do escritor, o roteiro teve assinatura do próprio Ariano em parceria com o diretor. Direção de fotografia de Dib Lufti, figurino de Luciana Buarque e produção de arte de Lia Renha. Cenografia do artista plástico Fernando Velloso, da companhia de dança Grupo Corpo, música de Antônio Madureira, integrante do Quinteto Armorial. A partir de Uma Mulher Vestida de Sol, o diretor deu início à sua investigação sobre os limites da linguagem televisiva, mesclando elementos do teatro popular nordestino. Teve participação do Grupo Piolim, de Luiz Carlos Vasconcelos. No elenco, Tereza Seiblitz, Lineu Dias, Sebastião Vasconcelos, Ana Lúcia Torre, Raul Cortez e o então estreante Floriano Peixoto. Segundo o pesquisador em Literatura Hélio Guimarães, a obra provocou um impasse na emissora: se Luiz Fernando Carvalho não seria grande demais para a tela da Globo.

### A Farsa da Boa Preguiça
Um ano depois da realização de Uma Mulher Vestida de Sol, Luiz Fernando Carvalho deu continuidade, em 1995, à sua relação com o escritor Ariano Suassuna, desta vez transformando em telefilme a peça A Farsa da Boa Preguiça. O diretor continuou sua busca por uma linguagem híbrida para televisão, como forma de crítica ao naturalismo das novelas. Produção de arte e figurino de Yurika Yamasaki e artista plástico Dantas Suassuna. Teve participação de Antônio Nóbrega, Patrícia França, Ary Fontoura e Marieta Severo. Segundo o crítico Rogério Durst, o telefilme foi um grande feito da teledramaturgia.

### O Rei do Gado
O Rei do Gado, de 1996, trabalho seguinte do diretor com o autor Benedito Ruy Barbosa, tornou-se a 9ª novela de maior audiência da história da televisão brasileira. Foi reprisada três vezes, superando índices de produções exibidas no período, e vendida para mais de 30 países. Marcou a estreia de Marcello Antony, Caco Ciocler, Mariana Lima, Emilio Orciollo Netto e Lavínia Vlasak. A novela se destacou também pela crítica social e sensibilidade ao abordar o movimento dos sem-terra. Neste núcleo, se destacaram os atores Jackson Antunes e Ana Beatriz Nogueira. No elenco, Antonio Fagundes, Patricia Pillar, Leticia Spiller e Raul Cortez. Na primeira fase, a trama contou com as participações especiais de Tarcisio Meira, Eva Wilma e Vera Fischer. A novela recebeu o Certificado de Honra ao Mérito no San Francisco International Film Festival e o Prêmio APCA de Melhor Ator (Raul Cortez), Melhor Ator Coadjuvante (Leonardo Brício), Melhor Atriz Coadjuvante (Walderez de Barros) e Melhor Revelação Masculina (Caco Ciocler). Para Fernando de Barros e Silva, na Folha de S.Paulo, "O Rei do Gado engole o cinema nacional". Segundo o crítico Rogerio Durst, a novela é "um épico dramático com participações especiais de primeira e belíssima fotografia".

### Giovanna e Henrico
Devido à qualidade dos primeiros sete capítulos de O Rei do Gado, que mostram a decadência do ciclo do café e a participação do Brasil na II Guerra Mundial, a primeira fase foi transformada pela Divisão Internacional da Rede Globo na minissérie “Giovanna e Henrico”. O casal protagonista foi interpretado por Letícia Spiller e Leonardo Brício. A produção foi selecionada como hors-concours no Festival Banff, do Canadá.

### Que Teus Olhos Sejam Atendidos
Ainda na década de 1990, Luiz Fernando Carvalho deu início à pesquisa para a realização do longa-metragem Lavoura Arcaica. Em companhia do autor do romance, Raduan Nassar, viajou para o Líbano a fim de tomar conhecimento da cultura mediterrânea. O material colhido durante viagem foi transformado no documentário Que Teus Olhos Sejam Atendidos, exibido no GNT em 1997. Para o crítico Rodrigo Fonseca, o documentário "afiou até o limite da fatalidade trágica sua indagação sobre o tempo".

## Anos 2000

### Lavoura Arcaica
O cineasta realizou em 2001 seu primeiro longa-metragem, Lavoura Arcaica, em que assinou a direção, o roteiro e a montagem. A direção de fotografia é de Walter Carvalho, a direção de arte de Yurika Yamazaki e o figurino de Beth Filipecki. No elenco, Selton Mello, Raul Cortez, Simone Spoladore, Leonardo Medeiros, Caio Blat e Juliana Carneiro da Cunha, entre outros. Disposto a manter um diálogo com a prosa poética do livro de Raduan Nassar, o diretor decidiu fazer o filme sem roteiro prévio, apoiado inteiramente em improvisações dos atores sobre o romance. Para isso, realizou um intenso trabalho de preparação de elenco, retirados por quatro meses em uma fazenda. O processo de criação e realização do filme foi abordado no livro "Sobre Lavoura Arcaica", em que o diretor é entrevistado por José Carlos Avellar, Geraldo Sarno, Miguel Pereira, Ivana Bentes, Arnaldo Carrilho e Liliane Heynemann, e lançado em português, inglês e francês pela editora Ateliê Editorial.
Fez sucesso entre a crítica e o público: atingiu a marca de 300 mil espectadores com apenas duas cópias, uma no Rio de Janeiro e a outra em São Paulo. É considerado um dos 100 melhores filmes de todos os tempos, segundo a Associação Brasileira de Críticos de Cinema (Abraccine). Teve uma carreira bem-sucedida em diversos festivais nacionais e internacionais, recebendo mais de 50 prêmios no Festival de Cinema Mundial de Montreal, no Festival do Rio, na Mostra Internacional de Cinema de São Paulo, no Grande Prêmio BR do Cinema Brasileiro, no Festival de Cinema de Brasília, no Festival de Cinema de Havana, no Festival de Cinema de Cartagena, no Festival Internacional de Cinema de Guadalajara, no Festival Internacional de Cinema Independente de Buenos Aires, entre outros. Para o escritor e psicanalista Renato Tardivo, autor de Porvir que vem antes de tudo – literatura e cinema em Lavoura Arcaica, o filme é uma das mais importantes obras do cinema brasileiro “de todos os tempos”. O crítico Carlos Alberto de Mattos descreveu o filme como a primeira obra prima do cinema brasileiro no século XXI. A obra foi celebrada pela crítica em diversos países e, segundo a revista francesa Cahiers du Cinéma, Lavoura Arcaica é "um poema bárbaro às margens da alucinação, de um poder extraordinário".

### Os Maias
Produção de 2001, a minissérie baseada no romance homônimo de Eça de Queiroz e adaptada por Maria Adelaide Amaral também marcou a carreira do diretor. Os Maias retrata a decadente aristocracia portuguesa na segunda metade do século XIX, através da trágica história de uma tradicional família lisboeta. Figurino de Beth Filipecki e direção de fotografia de José Tadeu Ribeiro. Para o escritor Luis Fernando Veríssimo, "a câmera extraordinariamente móvel do Luiz Fernando Carvalho “frequentou”, mais do que retratou, a frívola Lisboa da época e todas as atmosferas do romance. Mas no fundo havia aquela progressão majestosa, desde a primeira cena, para o desenlace, a câmera andante nos levando como um lento tema trágico que repassa uma sinfonia. Nunca uma câmera de TV foi tão cúmplice e envolvente, nunca a TV foi tão romântica".

### Hoje é Dia de Maria
Em duas temporadas, Hoje é Dia de Maria (2005) consolidou a pesquisa de linguagem do diretor, que também assinou a criação e o roteiro da minissérie. Foram co-roteiristas Luis Alberto de Abreu e Carlos Alberto Soffredini, a partir de uma seleção de contos retirados da oralidade popular brasileira, recolhidos pelos escritores Câmara Cascudo, Mário de Andrade e Silvio Romero. Direção de Arte de Lia Renha, artista plástico convidado Raimundo Rodriguez, direção de fotografia de José Tadeu Ribeiro e figurino de Luciana Buarque. As 60 marionetes que representavam os animais foram produzidas pelo Grupo Giramundo, de Minas Gerais. A obra marcou o início da parceria entre o diretor e o psicanalista Carlos Byington, como orientador na dramaturgia mitológica do texto.
A minissérie foi concebida sob um domo de 360º, sucata do palco de show de rock. A trilha sonora, de Tim Rescala, partiu de cirandas de Heitor Villa-Lobos, César Guerra-Peixe e Francisco Mignone. O estilista Jum Nakao assinou parte dos figurinos. Cesar Coelho, fundador do festival Anima Mundi, foi o animador das cenas em stop-motion. Recebeu o Grande Prêmio da Crítica da APCA (Associação Paulista de Críticos de Arte) 2005, Melhor Fotografia Prêmio ABC, Prêmio Contigo de Melhor Diretor e Melhor Atriz Infantil e Prêmio Qualidade Brasil de Melhor Diretor, Televisão – Melhor Projeto Especial, Melhor Autor e Atriz Revelação, e foi finalista do Emmy Internacional 2005, nas categorias Melhor Minissérie e Melhor Atriz. Recebeu indicação de Hors Concours do Festival Banff, do Canadá (2006), e Input International Board Taipei (2005). Comparada a Lavoura Arcaica por ter uma linguagem inovadora na televisão, chamou a atenção da crítica e do público pela linguagem diferenciada, teatral e lúdica e por transpor o universo de cultura popular para uma sofisticada produção televisiva, sem tirar sua autenticidade. Para o crítico Nilson Xavier, é uma das mais poéticas, originais e belas produções dos últimos anos. Segundo Jean-Philippe Tessé, na revista francesa Cahiers du Cinéma, a minissérie foi muito ambiciosa e muito bem realizada formalmente, seguindo outros projetos de envergadura como Os Maias.

### A Pedra do Reino
A terceira realização do diretor com base na obra de Ariano Suassuna levou para a TV, em 2007, o Romance d'A Pedra do Reino e o Príncipe do Sangue do Vai-e-Volta. A minissérie é apontada como mais uma inovação estética do diretor como em Lavoura Arcaica e Hoje é Dia de Maria. Teve roteiro assinado por Luiz Fernando Carvalho em colaboração com Luis Alberto de Abreu e Braulio Tavares, direção de fotografia de Adrian Teijido, cenografia de João Irenio Maia, edição de Marcio Hashimoto e figurino de Luciana Buarque. Colorista Sergio Pasqualino. Da equipe de produção de arte participaram artistas regionais coordenados pelo artista plástico Raimundo Rodriguez. Música de Antônio Madureira (Quinteto Armorial) e Marco Antônio Guimarães (Uakti).
O elenco foi resultado de uma grande pesquisa do diretor em busca de talentos por todo o sertão nordestino. Estreia na televisão dos atores Irandhir Santos e Mayana Neiva e da cantora Renata Rosa, entre muitos outros. Foi gravada na cidade de Taperoá, onde Ariano Suassuna passou sua infância. Durante o processo de preparação, equipe e elenco assistiram a palestras, em pleno sertão, da atriz Fernanda Montenegro, do psicanalista Carlos Byngton e do próprio escritor. Ariano Suassuna declarou que a recriação de Luiz Fernando Carvalho para seu Romance d’A Pedra do Reino resultou numa obra "extraordinariamente bela que o comoveu como autor e como pessoa, como espectador". A relação construída entre Luiz Fernando Carvalho e Ariano Suassuna está registrada na autobiografia póstuma do autor paraibano.

### Projeto Quadrante
A partir de A Pedra do Reino (2007), o diretor criou o Projeto Quadrante com o intuito de realizar uma série de programas regionais de dramaturgia destinados ao redescobrimento do imaginário brasileiro através de adaptações de textos literários de autores naturais de cada estado do Brasil. Da mesma forma, atores locais encenam os textos. A riqueza do projeto esteve na descoberta de talentos regionais: autores, atores, compositores, artistas em geral. O projeto prestigiou o potencial humano de cada cultura regional, superando a visão simplista do cartão postal. Além de A Pedra do Reino, compõem o Quadrante as minisséries Capitu (2008), baseada no livro Dom Casmurro, de Machado de Assis, e Dois Irmãos (2017), de Milton Hatoum.

### Capitu
"Luiz Fernando Carvalho, em seu mais recente trabalho na TV (Capitu), evitou a transposição e assumiu o que eu chamaria de "posição" diante do desafio de dar imagem, som, luz e processo narrativo a "Dom Casmurro", a mais famosa obra-prima da literatura nacional. Por acaso, sua carreira na televisão começou com um romance de Machado de Assis (Helena) e seguiu em ritmo ascendente com outros textos importantes da nossa produção literária: Lavoura Arcaica e A Pedra do Reino. No caso de Dom Casmurro, essa "posição", ao mesmo tempo em que traz o novo na abordagem de um grande clássico, traz o charme tecnicamente bem elaborado de um "mix" de várias artes autônomas, como a ópera, o teatro e o próprio romance"

—Carlos Heitor Cony, Folha de S.Paulo, 22 de dezembro de 2008)
Em 2008, Luiz Fernando Carvalho dirigiu e fez o roteiro final desta adaptação do livro Dom Casmurro, de Machado de Assis. A minissérie foi escrita por Euclydes Marinho com a colaboração de Daniel Piza, Luis Alberto de Abreu e Edna Palatnik. Direção de arte de Raimundo Rodriguez, fotografia de Adrian Teijido e figurino de Beth Filipecki. Colorista Sergio Pasqualino. Marca o lançamento na TV dos atores Letícia Persiles e Michel Melamed, entre outros. A minissérie, que traz Maria Fernanda Cândido como a Capitu adulta, foi filmada nas ruínas do antigo Automóvel Clube, no Centro do Rio de Janeiro, e todo o universo cenográfico foi criado a partir de papéis de jornal e material reciclado.
A abertura foi concebida pelo diretor e realizada pelo designer Carlos Bêla. A produção faz parte do Projeto Quadrante e foi uma homenagem do diretor ao centenário de morte de Machado de Assis. Recebeu o Grande Prêmio da Crítica da APCA (2009), Melhor Fotografia Prêmio ABC (Associação Brasileira de Cinematografia), prêmio Creative Review na categoria Best in book e Design and Art Director. Na opinião do crítico Gustavo Bernardo, a minissérie merece "ser vista e revista vezes sem conta, no mínimo porque cada fragmento de cena é precioso de tão bonito". Segundo o diretor de teatro Gabriel Villela, Luiz Fernando Carvalho faz obra de arte na tela, convoca o brio do espectador para que ele não aceite nada mastigado, mas que mastigue com Casmurro. Para Randall Johnson, diretor do Centro de Estudos Latino-Americanos da UCLA, "Luiz Fernando Carvalho é hoje, sem dúvida, o diretor que tem o trabalho mais autoral de toda a produção de TV e cinema no Brasil".

## Anos 2010

### Afinal, O Que Querem as Mulheres?
Luiz Fernando Carvalho criou, dirigiu e escreveu, em 2010, a minissérie inspirada na notória pergunta de Sigmund Freud: "Afinal, o que querem as mulheres?" O roteiro teve a colaboração de João Paulo Cuenca, Cecilia Giannetti e Michel Melamed. Além de protagonista da produção, Melamed foi o criador da trilha de abertura. Direção de Fotografia Adrian Teijido, figurino de Beth Filipecki e direção de arte de Raimundo Rodriguez. A atriz Bruna Linzmeyer foi relevada pelo diretor nesta produção. Osmar Prado dividiu a interpretação do personagem Freud com um boneco animado pela técnica de stop motion, por Cesar Coelho, fundador do festival Anima Mundi. O elenco traz ainda Paolla Oliveira, Eliane Giardini, Maria Fernanda Cândido, Vera Fischer e Letícia Spiller. A vinheta de abertura apresenta a obra do artista plástico alemão Olaf Hajek, que fez, inclusive, ilustrações especiais para a minissérie a convite do diretor. Recebeu o Prêmio ABC (Associação Brasileira de Cinematografia) de Melhor Fotografia. Segundo a colunista Patrícia Kogut, "é uma viagem onírica, um poema visual que mistura realidades, cheio de referências a tempos passados, ao que foi vivido, ao que está na memória".

### Suburbia
Em 2012, Luiz Fernando Carvalho inaugurou na teledramaturgia uma produção onde todos os protagonistas são afrodescendentes. A minissérie criada e escrita pelo diretor, em parceria com Paulo Lins, teve as colaborações de Adrian Teijido (Fotografia), Luciana Buarque (Figurino), Marcio Hashimoto (Edição) e Sergio Pasqualino (Colorista). Marcou também o início de um novo ciclo de pesquisas, no qual o diretor se debruçou sobre a estética realista, que influenciou a linguagem como um todo, mas, principalmente, na escalação de não atores para os papéis principais. Entre os quase 40 atores lançados na minissérie, estão artistas dos grupos Nós do Morro e Afroreggae. Érika Januza, até então secretária de uma escola no interior de Minas Gerais, foi a escolhida para viver a protagonista da história. Entre as participações especiais, Fabrício Boliveira, Rosa Marya Colin, Haroldo Costa, Maria Salvadora, Paulo Tiefenthaler e Dani Ornellas. Em 2012, a Rede Globo renovou a série para uma segunda temporada para 2013 devido aos satisfatórios índices de audiência. Mais tarde, porém, o diretor Luiz Fernando Carvalho optou por cancelar a nova temporada. Na opinião do antropólogo Luiz Eduardo Soares, o trabalho foi um "leitura reconstrutiva da sociedade carioca, promovendo um resultado soberbo".

### Correio Feminino
Minissérie em oito episódios, criada e dirigida por Luiz Fernando Carvalho a partir de almanaques femininos escritos por Clarice Lispector, sob o pseudônimo de Helen Palmer nas décadas de 1950 e 1960. A linguagem visual e narrativa foi baseada na arte pop e no design dos anos de 1960, desde o figurino até a iluminação e cenário. Toda filmada em uma única caixa de luz, que mudava de cor de acordo com os temas abordados. Adaptada por Maria Camargo, a série foi exibida em 2013 como um quadro do programa Fantástico e teve figurino de Thanara Schönardie e Luciana Buarque, fotografia de Mikeas e edição de Marcio Hashimoto. A atriz Maria Fernanda Cândido interpretou Helen Palmer narrando todos os episódios. No elenco, Luiza Brunet interpreta a mulher madura, e Alessandra Maestrini, a mulher jovem. A adolescente é Cintia Dicker, modelo internacional e lançamento da minissérie como atriz. Para a crítica Patricia Kogut, a série "faz leitura inspirada de Clarice Lispector".

### Alexandre e Outros Heróis
Telefilme de 2013, com roteiro de Luis Alberto de Abreu e Luiz Fernando Carvalho a partir de dois contos do escritor alagoano Graciliano Ramos. A preparação e direção de atores de Luiz Fernando Carvalho revelou um novo código de interpretação para Marcelo Serrado e Ney Latorraca, além de uma unidade na qualidade das interpretações. Direção de fotografia de Mickeas, direção de arte de Raimundo Rodriguez e figurino de Luciana Buarque. Trilha incidental de Tim Rescala. Música da abertura do pernambucano Siba. O especial, finalista do Emmy Internacional 2014, teve também no elenco Flávio Bauraqui, Flávio Rocha, Marcélia Cartaxo e Luci Pereira. Para a crítica Patricia Kogut, o telefilme foi uma pequena obra-prima na televisão.

### Meu Pedacinho de Chão
"A produção de 2014 pontuou a volta do diretor ao formato de telenovelas após 12 anos se dedicando a minisséries e projetos mais autorais. Meu Pedacinho de Chão teve autoria de Benedito Ruy Barbosa e direção de Luiz Fernando Carvalho, produção de arte de Marco Cortez, artes plásticas de Raimundo Rodriguez e figurino de Thanara Schönardie. A crítica elogiou diversos aspectos, desde a unidade da qualidade das interpretações até edição, direção, figurinos, cenografia e estética, inspirada nos westerns e mangás japoneses. A direção de atores de Luiz Fernando Carvalho revelou novo código de interpretação, observado pela crítica, para nomes como Juliana Paes e Rodrigo Lombardi.
O processo criativo da equipe e o de preparação do elenco para criar a estética de Meu Pedacinho de Chão foi realizado no TVLiê, conhecido como Galpão, e que funcionou de 2013 a 2017. O espaço reunia todas as equipes criativas e foi idealizado, por Luiz Fernando Carvalho, no Projac, para criação colaborativa dos projetos e formação de talentos. Foram criados no Galpão, além de Meu Pedacinho de Chão, os trabalhos Correio Feminino, Alexandre e Outros Heróis, Velho Chico e Dois Irmãos. Todo o processo de criação e realização da novela no Galpão está descrito pela jornalista Melina Dalboni no livro Meu Pedacinho de Chão, que traz desenhos, croquis e fotos feitas pelo diretor e pela equipe (editora Casa da Palavra). Cenários e figurinos foram imaginados a partir do olhar lúdico da infância e, segundo a colunista Patrícia Kogut, contribuíram para um lindo universo inventado, bem diferente daquilo a que estamos acostumados a ver na TV. As casas eram revestidas de latas recicladas, a partir da obra do artista plástico Raimundo Rodriguez. O figurino, tema de exposição, misturava tecidos tecnológicos e materiais plásticos.
Cesar Coelho, do Festival Anima Mundi, assinou toda a animação da novela com técnicas de stop motion e time-lapse. A novela recebeu o Prêmio APCA de melhor ator (Irandhir Santos); Prêmio Contigo de Melhor Ator Infantil (Tomás Sampaio) e Melhor Diretor; Prêmio Extra de Televisão de Melhor Figurino e Melhor Maquiagem (Rubens Libório); e Prêmio Quem de Melhor Ator (Irandhir Santos), Melhor Ator Coadjuvante (Johnny Massaro) e Melhor Autor (Benedito Ruy Barbosa). Para a crítica Cristina Padiglione, a novela é uma cena a ser aplaudida de pé, e para Alexandra Moraes "as imagens, à primeira vista infantilizadas, ganham relevo com cores e efeitos de funções dramatúrgicas. Boas atuações e mão firme na direção dão sentido à trama".

### Velho Chico
"Velho Chico reinaugura um desejo de utopia (...) Que novela extraordinária é Velho Chico. Que bela fotografia em tons de sépia e marrom. Uma novela cor de barro e pó, terra e argila. Nenhum ator é loiro — nem os coronéis. Ninguém tem olhos azuis. O Brasil de Benedito Ruy Barbosa e Luiz Fernando Carvalho é agreste. É pobre, remediado, devastado e esperançoso".

— Maria Rita Kehl, psicanalista, jornal O Globo
Em 2016, Velho Chico marcou o retorno de Luiz Fernando Carvalho ao horário nobre, na direção da novela escrita por Benedito Ruy Barbosa e Bruno Luperi, com colaboração de Luis Alberto de Abreu, para a qual imprimiu mais uma vez uma nova estética na teledramaturgia. Dividida em duas fases, teve direção de fotografia de Alexandre Fructuoso e figurino de Thanara Schönardie. Destaque para a fotografia e as atuações aclamadas dos atores: Antonio Fagundes, Lucy Alves, Domingos Montagner, Lee Taylor, Marcos Palmeira, Chico Diaz, Renato Góes, Rodrigo Lombardi, Dira Paes, Irandhir Santos, Fabiula Nascimento, Julia Dalavia, Cyria Coentro, Barbara Reis, Julio Machado, Umberto Magnani, Camila Pitanga, Christiane Torloni, Marcelo Serrado, Gabriel Leone, Giullia Buscacio, Mariene de Castro, Gésio Amadeu, José Dumont, Marcélia Cartaxo, entre outros.
O elenco tinha uma homogeneidade rara em novelas, resultando em inúmeros prêmios para seus intérpretes. Velho Chico ganhou o Prêmio APCA de Melhor Novela, Melhor Atriz (Selma Egrei) e Grande Prêmio da Crítica (Domingos Montagner, póstumo); Prêmio Extra de Televisão de Melhor Ator (Domingos Montagner, póstumo), Melhor Atriz Coadjuvante (Selma Egrei), Melhor Ator Coadjuvante (Irandhir Santos), Melhor Revelação Feminina (Lucy Alves) e Melhor Revelação Masculina (Lee Taylor); e Prêmio Cariocas do Ano Veja Rio e Prêmio Bravo de Artista do Ano para Luiz Fernando Carvalho pela renovação estética no horário nobre. O processo criativo da equipe e dos atores durou apenas três meses e foi todo realizado no TVliê, o espaço colaborativo de criação de Luiz Fernando Carvalho, que funcionou entre 2013 e 2017, no Projac, conhecido como Galpão. A primeira fase, celebrada pela crítica, registrou a volta do ator Rodrigo Santoro à dramaturgia da Rede Globo e revelou o talento até então desconhecido de Carol Castro. Tarcísio Meira, em apenas dois capítulos, teve uma atuação marcante assim como a atriz Selma Egrei, que participou das duas fases da novela.
O elenco foi selecionado a partir de uma pesquisa extensa de atores nordestinos e marcou a estreia em novelas de Lucy Alves, Renato Góes, Marina Nery, Barbara Reis, Diyo Coelho, Xangai, Veronica Cavalcanti, Lee Taylor, Zezita de Matos, Mariene de Castro, Yara Charry, Raiza Alcântara, Lucas Veloso, Sueli Bispo e do comediante Batoré. Os últimos capítulos da novela homenagearam o ator Domingos Montagner (Santo), que morreu afogado no Rio São Francisco, duas semanas do fim do folhetim. O personagem continuou na trama mesmo após a morte do ator através da linguagem criada por Luiz Fernando Carvalho, onde uma única câmera subjetiva interpretava o olhar de Santo, que se fez presente, se relacionando com todos os outros personagens até o fim.
A novela sofreu forte pressão da direção de dramaturgia da Rede Globo, para que fossem feitas modificações no texto e estética. O diretor e o autor Benedito Ruy Barbosa resistiram e se recusaram a fazer as alterações em Velho Chico. A crise interna foi parar nas colunas de TV e descrita como forma de pressão pública a Luiz Fernando Carvalho. Segundo o crítico Maurício Stycer, Velho Chico é um marco na história recente da TV brasileira, pela ambição estética e relevância cultural. Para Nilson Xavier, a novela teve "incontestável qualidade técnica e artística, da direção à fotografia, trilha sonora e interpretação dos atores". Foi finalista do prêmio Emmy Internacional 2017 de melhor telenovela.

"Eu já tentava ver tudo o que Luiz Fernando Carvalho fazia, e não apenas por solidariedade de xará. O que ele está fazendo no Velho Chico ultrapassa tudo o que já fez na TV - com a possível exceção de Os Maias. Ele é incapaz de um enquadramento que não seja perfeito, e teve também o talento de escolher um elenco perfeito.".

— Luis Fernando Verissimo, escritor, jornal O Globo

### Lavoura Arcaica, 15 anos depois
O filme Lavoura Arcaica foi homenageado em 2017 por ocasião de seus 15 anos e por ser considerado como um dos mais importantes filmes do cinema brasileiro de todos os tempos, no Festival Internacional de Cinema do Rio e na Mostra Internacional de Cinema de São Paulo, quando foi exibido em cópia 35 mm. Como parte da homenagem no Festival Internacional de Cinema do Rio, o artista plástico Raimundo Rodriguez criou uma instalação artística no Estação Net Botafogo, que ficou em cartaz por um mês, coma memorabilia do filme, críticas e os cadernos de estudos do diretor. Para Ismail Xavier e Ilana Feldman, Lavoura nasceu em 2001 como um corpo estranho face ao cenário do cinema brasileiro de início do século, marcado pelas estéticas do realismo e pelo enfrentamento direto das questões sociais e urbanas brasileiras.

### Dois Irmãos
"Dois Irmãos, sua mais recente obra, transcriação para o audiovisual, a partir do roteiro de Maria Camargo, do romance homônimo de Milton Hatoum, pode ser desde já compreendida como uma arqueologia da memória, das ruínas, dos vestígios de palavras e imagens, sonhos e promessas, que se acumularam ao longo do século XX no Brasil"

— Ilana Feldman, pesquisadora, Revista Bravo
Exibida em 2017, a minissérie escrita por Maria Camargo a partir do romance homônimo de Milton Hatoum foi considerada pela crítica como mais uma contribuição de qualidade para a televisão brasileira graças ao estilo poético que o diretor imprimiu na adaptação do romance. Direção de fotografia de Alexandre Fructuoso, figurinos de Thanara Schönardie, cenografia Danielly Ramos, Juliana Carneiro e Mariana Villas-Bôas, produção de Arte de Marco Cortez e Myriam Mendes. A produção faz parte do Projeto Quadrante e pontuou a estreia do escritor Milton Hatoum na televisão. Segundo a editora Companhia das Letras, as vendas do livro aumentaram cerca de 500% após a estreia da minissérie. Entre os lançamentos de Dois Irmãos, estão os atores Matheus Abreu (Omar e Yaqub na adolescência), a índia Zahy Guajajara (índia Domingas) e a cantora Bruna Caram (Rânia na fase adulta). A minissérie teve a participação especial do ator libanês Mounir Maasri, que também foi o responsável pela prosódia do elenco. A qualidade de atuação de todos os atores foi destacada pela críticas e também nas redes sociais, alcançando os Trending Topics mundial e Brasil durante toda a série: Eliane Giardini e Juliana Paes como Zana; Antonio Fagundes e Antonio Calloni como Halim; e Cauã Reymond e Matheus Abreu como os gêmeos Omar e Yaqub.
As filmagens foram realizadas em 2015, mas a pedido da Rede Globo, o diretor aceitou fazer a novela Velho Chico antes de terminar a edição de Dois Irmãos, que foi exibida em janeiro de 2017. Vários pontos relevantes de inovação da linguagem do diretor foram destacados pela crítica: a relação entre literatura e a transposição em imagens, fotografia, enquadramentos, linguagem poética e trilha sonora, que incluiu hits de várias décadas para contextualizar o período em que se passava a minissérie. Além disso, Luiz Fernando Carvalho inaugurou, na TV, o diálogo entre as cenas de ficção e imagens de arquivo da História do Brasil como narrativa memorialista e social. Pesquisa de material histórico: Raquel Couto. De acordo com o crítico Maurício Stycer, em artigo publicado na Folha de S.Paulo sobre os investimentos do Netflix no Brasil, a minissérie teve uma qualidade espantosa para quem tem acesso apenas à TV aberta no Brasil. Para Luiz Zanin, a minissérie falou sobre o Brasil e sua utopia frustrada de nação multiétnica, sensual e feliz: "Um fino biscoito oferecido ao público, e que vai deixar saudades".
O crítico Carlos Alberto de Mattos escreveu que foi visto em Dois Irmãos "não um espelho realista, mas uma representação exuberante, uma saga mítica, uma obra de arte". A minissérie recebeu dois prêmios no Troféu APCA: Melhor Diretor para Luiz Fernando Carvalho e Melhor Atriz para Juliana Paes, por seu trabalho também no mesmo ano pela novela A Força do Querer. Cauã Reymond venceu o Prêmio F5 de Melhor Ator de Série por seu trabalho como os gêmeos Yaqub e Omar na minissérie.
Em fevereiro de 2017, Luiz Fernando Carvalho deixa a Rede Globo após 30 anos de trabalho para a emissora. No mesmo ano, o diretor recebeu o Prêmio APCA de Melhor Diretor por Dois Irmãos e o Prêmio Bravo de Artista do Ano, por sua trajetória e renovação estética na televisão com Velho Chico e Dois Irmãos e pelos 15 anos do filme Lavoura Arcaica e deu uma masterclass em São Paulo a convite da Universidade de São Paulo (USP). Luiz Fernando Carvalho também ganhou perfil no livro "101 Atrações de TV que sintonizaram o Brasil", da jornalista Patricia Kogut, que o descreveu como "um dos diretores com mais força autoral" na televisão e afirma que o trabalho do diretor é caracterizado "pelo rompimento com as linguagens tradicionais". Ainda em 2017, Velho Chico foi finalista do Emmy Internacional 2017 na categoria telenovela enquanto Luiz Fernando Carvalho dava início a seus dois novos projetos para o cinema, A Paixão Segundo G.H., a partir do romance de Clarice Lispector, e Objetos Perdidos, a partir de roteiro original do diretor com colaboração de João Paulo Cuenca.
Em 2018, foi publicado nos Estados Unidos o livro "Reimagining Brazilian Television - Luiz Fernando Carvalho's Contemporary Vision", de Eli Lee Carter, que analisa a produção da televisão brasileira com foco na obra do diretor. Para o professor de Literatura da USP Helio de Seixas Guimarães, o livro traz uma discussão inovadora sobre a obra do diretor, "um dos mais imaginativos artistas do segmento audiovisual brasileiro". Segundo Cacilda Rego, da Utah State University, o livro é "uma contribuição oportuna para o tema importante, mas negligenciado, da autoria em indústrias culturais como a televisão. Eli Lee Carter oferece um relato ricamente exemplificado das práticas profissionais que regem a televisão comercial brasileira, e o importante papel que o cineasta e diretor de televisão Luiz Fernando Carvalho desempenhou, moldando as convenções estéticas de dramas em horário nobre." No mesmo ano, Luiz Fernando Carvalho lançou no Dia Mundial da Água o curta "Em Nome de Quê?", como cineasta ativista convidado pela ONG Uma Gota no Oceano. O filme, que foi gravado no norte do Mato Grosso e teve apoio da OPAN, é um manifesto contra a disputa de interesses econômicos que degrada as águas e os rios brasileiros.

## Anos 2020

### A Paixão Segundo G.H.
Em 2018, o cineasta filmou o longa-metragem "A Paixão Segundo G.H.", a partir do romance homônimo de Clarice Lispector. Protagonizado por Maria Fernanda Cândido, o  filme é um dos projetos de Luiz Fernando Carvalho envolvendo a obra de Clarice, que teve sua estreia na Mostra Internacional de Cinema de São Paulo 2023, com ingressos esgotados em apenas 8 minutos. Também fez parte da seleção oficial do Festival do Rio 2023. O cineasta foi convidado, junto a estudiosos da literatura Clariceana, para assinar um dos posfácios da reedição da obra completa da autora, em lançamento pela Editora Rocco. Todo o processo criativo que envolveu a concepção e a adaptação da obra literária para o cinema foi registrado em livro pela roteirista Melina Dalboni. O filme A Paixão segundo G.H. foi selecionado para o Festival de IFFRotterdam.

### Independências
A produção de 2022 estreou no dia 7 de setembro de 2022, dia do bicentenário da Independência do Brasil, e faz uma releitura contemporânea de fatos da história brasileira a partir da aurora do século XIX, desde a fuga da família real portuguesa para o país, em 1808, até a morte de D. Pedro I, já em Portugal, em 1834. Exibida em 16 episódios na TV Cultura, a série foi desenvolvida por Luiz Fernando Carvalho e escrita por Luis Alberto de Abreu, com roteiro assinado por Alex Moletta, Paulo Garfunkel e Melina Dalboni e colaboração de Kaká Werá Djecupé, Ynaê Lopes dos Santos, Cidinha da Silva e Tiganá Santana. A ideia do projeto surgiu na emissora a partir de pesquisa inicial realizada pelo jornalista José Antonio Severo. O elenco mescla lançamentos com atores consagrados, como Antonio Fagundes, Daniel de Oliveira, Isabél Zuaa, Gabriel Leone, Ilana Kaplan, André Frateschi, Celso Frateschi, Cassio Scapin, Fafá de Belém, Rafael Cortez, Walderez de Barros e Maria Fernanda Candido, entre outros. Entre os lançamentos, estão Alana Ayoká, Marcela Vivan, Verônia Mucúna Jamila Cazumbá e Ywy’zar Guajajara.
Resultado de um processo criativo colaborativo que se estendeu de julho de 2021 a maio de 2022, desde a pesquisa, criação, escrita, preparação e realização, a série foi totalmente filmada no Galpão criativo do diretor, na Vila Leopoldina, onde também foram realizados os ensaios. Foi considerada pela crítica como a primeira teledramaturgia decolonial, apresentada por um ângulo crítico a partir da nova historiografia brasileira, que inclui outros personagens postos à margem da história oficial. Para o crítico Ubiratan Brasil, a série é um "programa que vai ficar para a história. Certamente é uma das melhores produções do ano". Para Esther Hamburger, a série é "Uma nova dramaturgia para dar conta da nova historiografia". Para o diretor Gabriel Priolli, "Independências está a anos-luz da desambição estética da atual telenovela e mesmo das séries brasileiras, que supostamente seriam uma evolução da progenitora. Não é produto de entretenimento, é obra de arte".

## Vida pessoal
Foi casado com a artista plástica Sandra Burgos e com as atrizes Tereza Seiblitz e Letícia Persiles.

## Publicações
- Carvalho, Luiz Fernando (2002). Sobre Lavour’Arcaica – O filme. [S.l.]: Ateliê Editorial. ISBN 9780815411833
- Carvalho, Luiz Fernando; Abreu, Luis Alberto (2006). Hoje é dia de Maria – Roteiros da 1a e 2a jornadas. [S.l.]: Globo. ISBN 9788525040985
- Carvalho, Luiz Fernando (2007). Pedra do Reino - Estojo Ilustrado com 5 Cadernos de Filmagens + Diário de Elenco e Equipe. [S.l.]: Globo. ISBN 8525043370
- Carvalho, Luiz Fernando (2008). O processo de Capitu. [S.l.]: LeYa  Casa da Palavra. ISBN 857734102X
- Carvalho, Luiz Fernando (2008). «Capitu c'est moi?». Livro - Quem é Capitu?. [S.l.]: Nova Fronteira. pp. 17–20. ISBN 9788520920831
- Carvalho, Luiz Fernando; Diniz, Julio (2008). «Capitu c'est moi?». Machado de Assis (1908-2008). [S.l.]: Contraponto. pp. 80–83. ISBN 978-85-7866-011-6
- Carvalho, Luiz Fernando; Cuenca, João Paulo; Gianetti, Cecília; Melamed, Michel (2010). Afinal, o que querem as mulheres?. [S.l.]: LeYa. ISBN 9788580440300
- Carvalho, Luiz Fernando; Lins, Paulo; Franz, Pedro (2012). Suburbia. [S.l.]: Aeroplano. ISBN 9788578200916
- Carvalho, Luiz Fernando (2013). Meu Pedacinho de Chão. [S.l.]: LeYa Casa da Palavra. ISBN 978-85-7734-525-0

## Filmografia

### Cinema
| Ano  | Título                         | Crédito                        | Notas                                                                                  |
| ---- | ------------------------------ | ------------------------------ | -------------------------------------------------------------------------------------- |
| 1986 | A Espera                       | Diretor e roterista            | Curta-metragem adaptado do livro "Fragmentos de um Discurso Amoroso" de Roland Barthes |
| 1998 | Que Teus Olhos Sejam Atendidos | Diretor                        | Documentário                                                                           |
| 2001 | Lavoura Arcaica                | Diretor, roteirista e montador | Longa-metragem adaptado do romance homônimo de Raduan Nassar                           |
| 2020 | A Paixão Segundo G.H.          | Diretor e roteirista           | Longa-metragem adaptado do romance homônimo de Clarice Lispector                       |

### Televisão
| Ano  | Título                               | Crédito                             | Notas | Emissora   |
| ---- | ------------------------------------ | ----------------------------------- | --- | ---------- |
| 1985 | Grande Sertão: Veredas               | Assistente de direção               | Baseado na obra homônima de Guimarães Rosa                                                                     | TV Globo   |
| 1990 | Riacho Doce                          | Diretor                             | Baseado na obra homônima de José Lins do Rego                                                                  | TV Globo   |
| 2001 | Os Maias                             | Diretor geral                       | Baseado no romance homônimo de Eça de Queiroz                                                                  | TV Globo   |
| 2005 | Hoje é Dia de Maria                  | Criador, diretor e roteirista       | Baseado nas pesquisas de Mário de Andrade, Câmara Cascudo e Silvio Romero; Co-roteirista Luis Alberto de Abreu | TV Globo   |
| 2005 | Hoje É Dia de Maria: Segunda Jornada | Criador, diretor e roteirista       | Baseado nas pesquisas de Mário de Andrade, Câmara Cascudo e Silvio Romero; Co-roteirista Luis Alberto de Abreu | TV Globo   |
| 2007 | A Pedra do Reino                     | Diretor e roteirista                | Baseado na obra de Ariano Suassuna; Co-roteiristas Braulio Tavares e Luis Alberto de Abreu                     | TV Globo   |
| 2008 | Capitu                               | Diretor geral e roteiro final       | Baseado na obra Dom Casmurro de Machado de Assis                                                               | TV Globo   |
| 2010 | Afinal, o Que Querem as Mulheres?    | Criador e diretor                   | Inspirado na pergunta de Sigmund Freud; Co-roteiristas J.P. Cuenca e Michel Melamed                            | TV Globo   |
| 2012 | Suburbia                             | Criador, diretor geral e roteirista | Co-roteirista Paulo Lins                                                                                       | TV Globo   |
| 2013 | Correio Feminino                     | Criador e diretor artístico         | A partir de crônicas de Clarice Lispector                                                                      | TV Globo   |
| 2017 | Dois Irmãos                          | Diretor geral e artístico           | Baseado no romance homônimo de Milton Hatoum                                                                   | TV Globo   |
| 2022 | Independências                       | Criador e diretor                   | Baseada na pesquisa histórica de José Antônio Severo                                                           | TV Cultura |

| Ano  | Título                | Crédito                   | Notas                                                           | Emissora      |
| ---- | --------------------- | ------------------------- | --------------------------------------------------------------- | ------------- |
| 1987 | Helena                | Diretor                   | Baseada no romance homônimo de Machado de Assis                 | Rede Manchete |
| 1987 | Carmem                | Diretor                   | Escrita por Glória Perez                                        | Rede Manchete |
| 1988 | Vida Nova             | Diretor                   | Escrita por Benedito Ruy Barbosa                                | TV Globo      |
| 1989 | Tieta                 | Diretor                   | Baseada no romance de Jorge Amado                               | TV Globo      |
| 1992 | Pedra sobre Pedra     | Diretor                   | Escrita por Aguinaldo Silva                                     | TV Globo      |
| 1993 | Renascer              | Diretor geral e de núcleo | Escrita por Benedito Ruy Barbosa                                | TV Globo      |
| 1995 | Irmãos Coragem        | Diretor                   | Remake da novela de Janete Clair, escrito por Dias Gomes        | TV Globo      |
| 1996 | O Rei do Gado         | Diretor geral e de núcleo | Escrita por Benedito Ruy Barbosa                                | TV Globo      |
| 2002 | Esperança             | Diretor geral e de núcleo | Escrita por Benedito Ruy Barbosa                                | TV Globo      |
| 2014 | Meu Pedacinho de Chão | Diretor geral e de núcleo | Escrita por Benedito Ruy Barbosa                                | TV Globo      |
| 2016 | Velho Chico           | Diretor artístico         | Escrita por Benedito Ruy Barbosa, Edmara Barbosa e Bruno Luperi | TV Globo      |

| Ano  | Título                        | Crédito | Notas                                       | Emissora |
| ---- | ----------------------------- | ------- | ------------------------------------------- | -------- |
| 1990 | Chitãozinho e Xororó Especial | Diretor | Programa musical                            | TV Globo |
| 1991 | Os Homens Querem Paz          | Diretor | Telefilme                                   | TV Globo |
| 1994 | Uma Mulher Vestida de Sol     | Diretor | Baseado na obra homônima de Ariano Suassuna | TV Globo |
| 1995 | A Farsa da Boa Preguiça       | Diretor | Baseado na obra homônima de Ariano Suassuna | TV Globo |
| 2013 | Alexandre e Outros Heróis     | Diretor | Baseado em contos de Graciliano Ramos       | TV Globo |

## Prêmios
O diretor concorreu a mais de 50 prêmios nacionais e internacionais, tanto por sua obra na TV quanto no cinema, tendo sido vencedor no Festival de Gramado (1986), no Festival Internacional de Cinema de San Sebastián (1986), no Festival de Cinema Mundial de Montreal (2001), no Festival Internacional de Cinema de Guadalajara (2001), no Festival de Biarritz (2001), no Festival do Rio (2001), na Mostra Internacional de Cinema de São Paulo (2001), no Festival de Cinema de Brasília (2001), no Festival de Cinema de Havana (2001), no Festival Internacional de Cinema Independente de Buenos Aires (2002), na Festival de Cinema de Tiradentes (2002), no Grande Prêmio da Crítica da APCA (2005, 2009 e 2017), no Prêmio Contigo (2006 e 2014), no Prêmio Creative Review (2009) e no Prêmio Bravo (2017).